# Thuidium kanedae
Thuidium kanedae là một loài Rêu trong họ Thuidiaceae. Loài này được Sakurai miêu tả khoa học đầu tiên năm 1943.